# Křinice
Křinice è un comune della Repubblica Ceca facente parte del distretto di Náchod, nella regione di Hradec Králové.